# Lucas Pires (football)
Lucas Pires Silva dit Lucas Pires, né le 24 mars 2001 à São Paulo au Brésil, est un footballeur brésilien qui évolue au poste d'arrière gauche au Burnley FC.

## Biographie

### En club
Né à São Paulo au Brésil, Lucas Pires commence par jouer au futsal à l'âge de six ans avant d'être formé par l'un des clubs de sa ville natale, le SC Corinthians. Le 17 juillet 2017, Pires signe son premier contrat professionnel avec le SC Corinthians, mais il ne joue finalement aucun match en équipe première.
Le 20 juillet 2021, Lucas Pires signe un contrat de trois ans avec le Santos FC, où il intègre dans un premier temps l'équipe réserve du club. 
Il joue son premier match en professionnel lors d'une rencontre de Campeonato Paulista face à son ancien club, le SC Corinthians, le 3 février 2022. Il entre en jeu à la place de Felipe Jonatan et son équipe s'impose par deux buts à un. Lucas Pires joue son premier match en première division brésilienne le 9 avril 2022, à l'occasion de la première journée de la saison 2022 face au Fluminense FC. Il est directement titularisé et les deux équipes se neutralisent (0-0 score final),.
Le 16 juillet 2024, Lucas Pires rejoint l'Angleterre afin de s'engager en faveur du Burnley FC. Il signe un contrat de quatre ans, soit jusqu'en juin 2028.

## Palmarès

### En club
- Burnley
  - Vice-champion de Championship en 2025